# F. Gary Gray
Felix Gary Gray (sinh ngày 17 tháng 7 năm 1969) là một đạo diễn phim, nhà sản xuất phim, đạo diễn video ca nhạc và diễn viên người Mỹ.Grey bắt đầu sự nghiệp đạo diễn của mình với nhiều video ca nhạc được giới phê bình đánh giá cao và đoạt giải thưởng, bao gồm "It Was a Good Day" của Ice Cube, "Natural Born Killaz" của Dr. Dre và Ice Cube, "Keep their Heads Ringin '" của Tiến sĩ Dre, "Waterfalls" của TLC và "Ms. Jackson" của Outkast.Grey ra mắt đạo diễn phim truyện với bộ phim hài Friday (1995). Ông đã đạo diễn các phim Set It Off (1996), Người thương thuyết (1998), Phi vụ Italia (2003), Be Cool (2005), Law Abiding Citizen (2009) và Straight Outta Compton (2015). Ông cũng đạo diễn phần thứ tám của loạt phim Fast & Furious, Fast & Furious 8 (2017), đây là bộ phim có doanh thu cao thứ 18 mọi thời đại.

## Cuộc đời và sự nghiệp
Gray sinh ra ở Thành phố New York và lớn lên chủ yếu ở Nam Los Angeles. Anh bắt đầu sự nghiệp của mình vào năm 1989 khi anh xuất hiện không được ghi nhận trong bộ phim hài châm biếm Major League. [Cần dẫn nguồn] Ba năm sau, anh đạo diễn video âm nhạc cho "It Was a Good Day" của Ice Cube. Video là sự chuyển thể theo nghĩa đen của lời bài hát. Anh ấy sẽ tiếp tục đạo diễn các video tiếp theo cho Ice Cube, cũng như các nghệ sĩ như Cypress Hill, Outkast, Dr. Dre và Queen Latifah.
Ở tuổi 26, Grey đạo diễn bộ phim đầu tiên của mình, bộ phim hài đô thị Friday với rapper kiêm nhà sản xuất Ice Cube và Chris Tucker. Tiếp theo, anh đạo diễn bộ phim Set It Off, với Jada Pinkett và Queen Latifah. Sau đó, anh đạo diễn The Negotiator, với sự tham gia của Kevin Spacey và Samuel L. Jackson, và mang về cho Grey cả hai giải Phim hay nhất và Đạo diễn xuất sắc nhất tại Liên hoan phim Acapulco 1998.
Grey cũng đạo diễn The Italian Job, một bộ phim kinh dị hành động với sự tham gia của Charlize Theron và Mark Wahlberg. Grey đã giành được giải Đạo diễn xuất sắc nhất tại Liên hoan phim Người Mỹ da đen năm 2004 cho tác phẩm của anh về bộ phim, vượt mốc 100 triệu đô la tại phòng vé nội địa.
Bộ phim tiếp theo của anh là A Man Apart, một bộ phim kinh dị hành động với sự tham gia của Vin Diesel. Sau đó, ông sẽ đạo diễn Be Cool, một bộ phim chuyển thể từ tiểu thuyết cùng tên của Elmore Leonard. Chiếc xe John Travolta bị các nhà phê bình chỉ trích nhưng đã thu về hơn 95 triệu đô la trên toàn thế giới.
Bộ phim tiếp theo của anh là phim kinh dị Law Abiding Citizen, với sự tham gia của Jamie Foxx và Gerard Butler và do Kurt Wimmer viết kịch bản. Phim thu về hơn 100 triệu USD trên toàn thế giới.
Grey đã nhận được Giải thưởng Thành tựu Ivan Dixon từ Trung tâm Giáo dục và Tài nguyên Black Hollywood và được tạp chí Black Enterprise bình chọn là một trong “50 người Mỹ gốc Phi xuất sắc nhất và sáng giá nhất”. Anh được Hiệp hội phê bình phim người Mỹ gốc Phi vinh danh với Giải thưởng Thành tựu đặc biệt năm 2004 và được Liên minh trao quyền cho nghệ sĩ công nhận với Giải thưởng trao quyền cho nghệ sĩ cùng năm đó. Anh cũng đã nhận được giải thưởng Đạo diễn Tiên phong từ Liên hoan Phim và Nghệ thuật Liên Phi năm 2010.
Grey cũng đạo diễn bộ phim truyền hình năm 2015 Straight Outta Compton, một bộ phim tiểu sử về nhóm nhạc rap N.W.A. Năm 2017, Grey đạo diễn Fast & Furious 8, bộ phim thứ tám trong loạt phim Fast & Furious, được phát hành vào ngày 14 tháng 4 năm 2017. Khi phát hành, cả hai phim đều lập kỷ lục là phim có đạo diễn da đen mở màn hay nhất và Fast & Furious 8 trở thành phim đầu tiên do một người Mỹ gốc Phi đạo diễn đạt doanh thu hơn 1 tỷ đô la trên toàn thế giới. Vào tháng 4 năm 2019, có thông tin tiết lộ rằng Grey sẽ chỉ đạo một bộ phim chuyển thể từ loạt trò chơi điện tử Saints Row, với kịch bản được viết bởi Greg Russo.
Trong lần đề cử Oscar 2016 gây ra hashtag #OscarsSoWhite do thiếu đa dạng, F. Gary Gray được nhiều nguồn tin cho rằng đã bỏ lỡ đề cử Đạo diễn xuất sắc nhất cho tác phẩm Straight Outta Compton.

## Phim
- Friday (1995)
- Set It Off (1996)
- Người thương thuyết (1998)
- A Man Apart (2003)
- Phi vụ Italia (2003)
- Be Cool (2005)
- Law Abiding Citizen (2009)
- Straight Outta Compton (2015)
- Fast & Furious 8 (2017)
- Đặc vụ áo đen: Sứ mệnh toàn cầu (2019)